# 芬恩
芬恩（英語：Finn），前稱作FN-2187，是一名電影《星際大戰》續集三部曲的虛構主要角色，由約翰·波耶加飾演。在電影中，芬恩原本是一名編號FN-2187的風暴兵，在參與他的首次戰鬥任務後感受到其殘酷而聯手抵抗勢力飛行員波·戴姆倫逃走，之後便成為了抵抗勢力的一員。

## 人物

### 原力覺醒
「FN-2187」是一名隸屬於法斯瑪隊長和凱羅·忍領導的第一軍團風暴兵。他在小時候被迫為第一軍團募兵，訓練成為一名軍人。
在參與一場賈庫星的路克·天行者下落搜索任務時，感到恐懼的他沒法像其他風暴兵一樣屠殺村民，這引起了凱羅·忍的注意。後被法斯瑪隊長要求到她的隊上進行輔導。但FN-2187卻打算逃離第一軍團，因此他要被抓來的抵抗勢力飛行員波·戴姆倫幫助他逃走，兩人便偷了一架鈦戰機逃離所在的滅星者戰艦，其間波替FN-2187取了「芬恩」這個名字。然而鈦戰機在太空中被滅星者的飛彈擊中墜回賈庫星，他親眼看著鈦戰機沉入沙中，因此認定波已死亡，之後便脫下了風暴兵的盔甲而穿上了波的夾克。芬恩在當地的市集遇見了BB-8及拾荒女孩芮，芬恩為了不被當成偷波夾克的小偷，而騙她們說自己是抵抗勢力的一員；隨後因BB-8被偵查兵發現，市集遭到空襲，芮駕駛荒廢多年的千年鷹號載著三者逃離賈庫星。
後來，芬恩三人遇見了千年鷹號的原始主人韓·索羅和丘巴卡，但韓的債主群找上門而使雙方展開追逐。五人順利離開後，韓將他們帶到他的朋友瑪茲·卡娜塔那裡。原本向芮承認自己不是抵抗勢力的芬恩想獨自離開到第一軍團找不到的邊境星域，避免自己捲入紛爭，不料，凱羅·忍的部隊襲來，即使芬恩拔出瑪茲交付的光劍（曾由路克與安納金·天行者所使用）戰鬥，仍被手持能對抗光劍的Z6防暴警棍的前戰友FN-2199風暴兵打倒。芬恩遭俘虜，並眼睜睜看著凱羅·忍帶走了看過BB-8地圖的芮。在由莉亞·歐嘉納將軍為首的抵抗勢力前來支援後，芬恩見到了幸運生還的波，並開始協助莉亞將軍等人。
抵抗勢力得知第一軍團的計畫後，派遣韓·索羅與芬恩、丘巴卡潛入弒星者基地解除其防護罩以利X翼戰機進行空襲，並與趁凱羅·忍離開之際逃脫的芮會合。此外，芬恩還在潛入前透露自己其實只是基地中的衛生兵而已。
在凱羅·忍拒絕回歸光明而選擇沉淪黑暗並殺死了自己的父親韓後，芬恩和芮對上了重傷的他，芬恩拿起路克的光劍與凱羅·忍對峙卻敗下。之後在爆發原力的芮擊敗對方後，重傷而昏迷的芬恩隨丘巴卡開的千年鷹號離開，回到抵抗勢力基地後，仍昏迷的芬恩被送去療傷。

### 最後的絕地武士
當第一軍團找到抵抗勢力的基地後，抵抗勢力決定撤退，並帶走了仍昏迷不醒的芬恩，而在逃亡過程中，芬恩甦醒。
尚在迷糊的芬恩從波·戴姆倫那得知了抵抗勢力的處境後，從遇襲受創昏迷的莉亞將軍那拿到了芮的發信器，並想獨自去找她好阻止芮回到即將覆滅的抵抗勢力艦隊，卻被負責整備的蘿絲·緹克當成是意圖逃亡者而被她擊昏。當他和蘿絲察覺敵軍的追蹤系統後，兩人私自前往尋找解碼專家。但未料，兩人遭到解碼師兼軍火販子DJ的背叛而被法斯瑪隊長抓捕。當戰艦受損時，芬恩趁亂與法斯瑪交手並擊敗了對方。之後，他和蘿絲與抵抗勢力會合；原本芬恩打算利用自殺攻擊破壞敵軍的火炮，但被蘿絲阻止；同時，蘿絲在昏迷前吻了芬恩。

## 外部連結
- Finn （页面存档备份，存于） in the official StarWars.com encyclopedia
- Wookieepedia上的相关条目：Finn